# Brunner (Neuseeland)

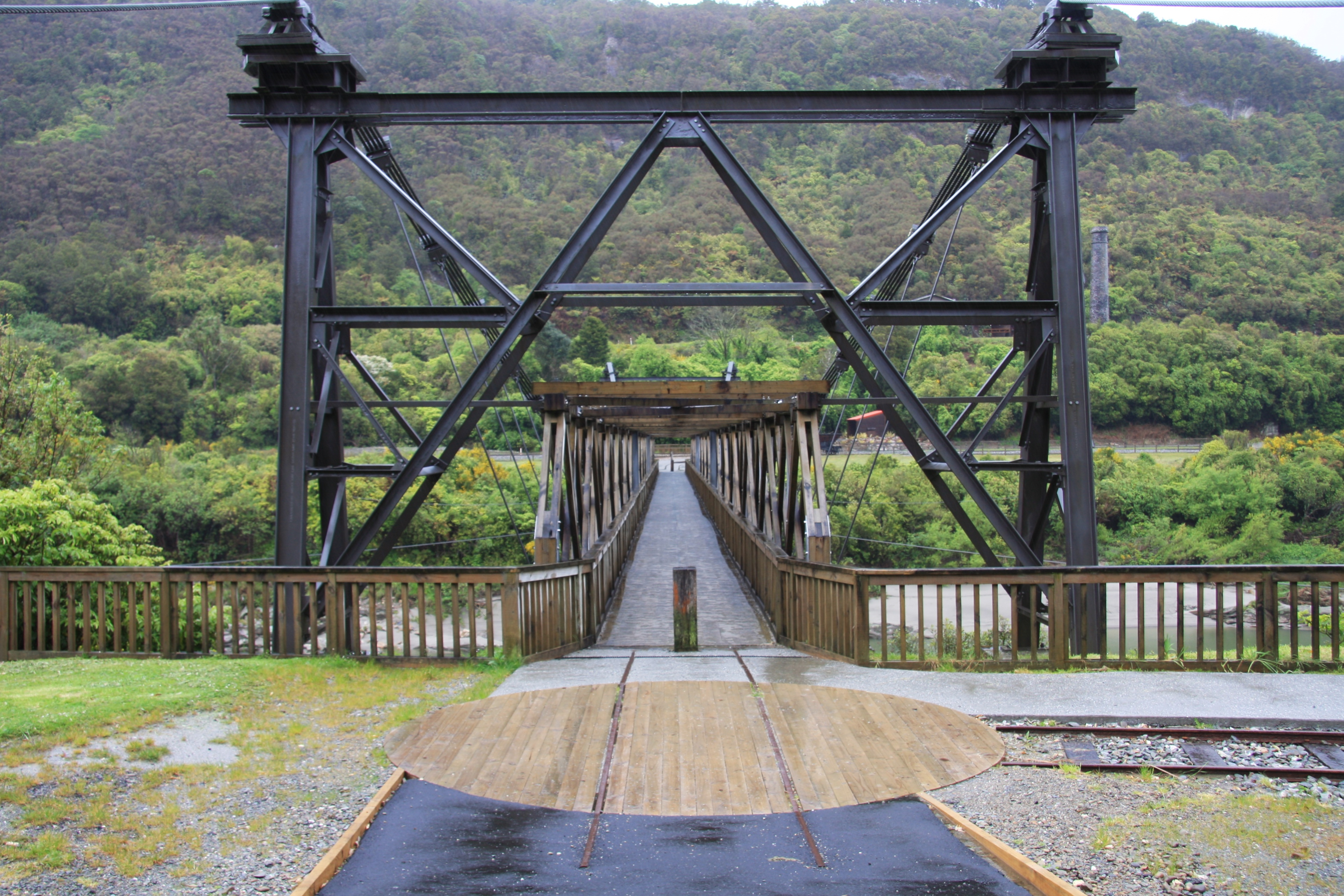
Drehscheibe auf dem Nordufer

Brunner war eine Bergwerkssiedlung im Grey District der Region West Coast auf der Südinsel von Neuseeland.

## Geographie
Brunner befand sich am nördlichen Ende der heutigen kleinen Ortschaft Taylorville am Grey River/Māwheranui, rund neun Kilometer östlich von Greymouth.

## Geschichte
Brunner wurde im 19. Jahrhundert als Bergwerkssiedlung Brunnerton gegründet, nachdem Thomas Brunner am 26. Januar 1848 am Nordufer des Grey River/Māwheranui ein Kohleflöz gefunden hatte. Dasselbe Flöz wurde ein zweites Mal 1857 durch John Peter Oakes entdeckt. Der eigentliche Kohleabbau begann aber erst in den 1860er Jahren mit der Verschiffung von rund 40 Tonnen Kohle nach Nelson.
Die geförderte Kohle wurde zunächst auf dem Grey River/Māwheranui in Richtung Greymouth, bis 1876 die Eisenbahn nach Greymouth ihren Betrieb aufnahm, heute das westliche Ende der Midland Line. Brunner erhielt einen eigenen Bahnhof (heute nicht mehr vorhanden) auf der anderen Seite des Grey River/Māwheranui. Die Kohle wurde vom Bergwerk auf Hunten über die dafür 1876 errichtete Brunnerbrücke, eine stählerne Hängebrücke, zur Verladestation an der Eisenbahn gebracht. Am Beginn der Brücke befand sich eine Drehscheibe, um Platz für eine Gleiskurve zu sparen.
1887 schließlich erhielt Brunner den Status eines Borough.
International bekannt wurde Brunner durch das große Unglück von 1896, als 65 Bergleute bei einer Schlagwetterexplosion in der Grube Brunner ums Leben kamen.

## Bevölkerung
Brunner hatte in den Jahren nach 1945 immer etwas über 1000 Einwohner. Irgendwann wurde die Siedlung dem Ort Taylorville zugeordnet. In dem Teil des Ortes, der früher die Bergarbeitersiedlung darstellte, lebten 2013 noch rund 66 Einwohner.

## Wirtschaft
Brunner war monostrukturell auf den Steinkohlenbergbau ausgerichtet und existierte nur wegen des Bergwerks Brunner. Das Bergwerk wurde 1906 geschlossen, in anderen Bergwerken der Gegend wurde noch bis 1968 Kohle abgebaut.